# Khalikote
Khalikote là một thị xã và là nơi đặt ủy ban khu vực quy hoạch (notified area committee) của quận Ganjam thuộc bang Orissa, Ấn Độ.

## Nhân khẩu
Theo điều tra dân số năm 2001 của Ấn Độ, Khalikote có dân số 10.959 người. Phái nam chiếm 52% tổng số dân và phái nữ chiếm 48%. Khalikote có tỷ lệ 67% biết đọc biết viết, cao hơn tỷ lệ trung bình toàn quốc là 59,5%: tỷ lệ cho phái nam là 77%, và tỷ lệ cho phái nữ là 55%. Tại Khalikote, 12% dân số nhỏ hơn 6 tuổi.